# 劉璽
劉璽（1508年—？），字國符，號雙泉，北直隶濟州衛官籍，直隸保定府唐縣人。明朝政治人物。

## 生平
四月十七日生，行一，治《詩經》，由順天府學生中式順天府鄉試第一百十一名舉人，年二十五歲中式嘉靖十一年（1532年）壬辰科會試第二百五十八名，第二甲第三十五名進士。觀戶部政，授户部主事，歷陞員外郎，郎中，出为河南衛輝府知府，復除濟南府，二十三年（1544年）正月陞山西副使，升本省右參政，二十九年二月升山東按察使，七月升巡撫宣府右僉都御史，升右副都御史，照舊巡撫地方，三十二年十二月以科道论劾，降一级调外任。降山東左參政。升按察使，三十五年（1556年）正月考察免职。

## 家族
曾祖劉清，正千戶；祖劉安，正千戶；父劉顒，正千戶；母趙氏。重慶下。弟劉瑋；劉瑀。